# 제인 라포테어
제인 라포테어(Jane Lapotaire, 1944년 12월 26일 ~ )는 영국의 저자, 작가, 연극 배우, 영화배우이다.
입스위치에서 태어났다.

## 영화
- 지미 그림블 (2000년)
- 아라비안 나이트 (2000년)
- 슈팅 피쉬 (1997년)
- 피카소 (1996년) - 올가 역
- 달빛 살인 (1989년)
- 레이디 제인 (1986년)
- 캐주얼티 (1986년)
- 윈저공을 잡아라 (1984년)
- 맥베드(프랑스어판) (1983년)
- 용의자 (1982년)
- 공룡 사라지다 (1975년)